# Дарвин (город)
Да́рвин (англ. Darwin) — город в Австралии, столица Северной территории.
Население в 127 500 человек (на 2010 год) делает его наиболее населённым городом в малонаселённой Северной Территории, но наименее населённым из всех австралийских столиц.
Город дважды практически полностью перестраивался. Один раз после воздушных налётов японской авиации во время Второй мировой войны и второй раз после разрушительного циклона Трейси в 1974 году. После восстановления считается одним из наиболее современных в архитектурном плане городов Австралии.

## История
Первым британцем, увидевшим гавань Дарвина, был лейтенант научно-исследовательского судна «Бигль» Джон Лорт Стокс в 1839 году. Капитан корабля, командор Джон Клементс Викем, назвал порт в честь Чарлза Дарвина, британского натуралиста, который плавал с ними обоими в более ранней экспедиции «Бигля».
5 февраля 1869 года генерал-губернатор провинции Южная Австралия Джордж Гойдер основал на берегу бухты Дарвин поселение из 135 человек, которое было названо Палмерстон (в честь премьер-министра Великобритании виконта Палмерстона). В 1897 году поселение было практически полностью уничтожено тропическим циклоном, в результате которого погибло 28 человек.
1 января 1911 года из провинции Южная Австралия была официально выделена Северная территория. Власти нового административного образования разместились в восстановленном после урагана городе, который получил официальное название «Дарвин». 26 января 1959 года, в «День Австралии», Дарвин официально получил статус «city».

## География и климат

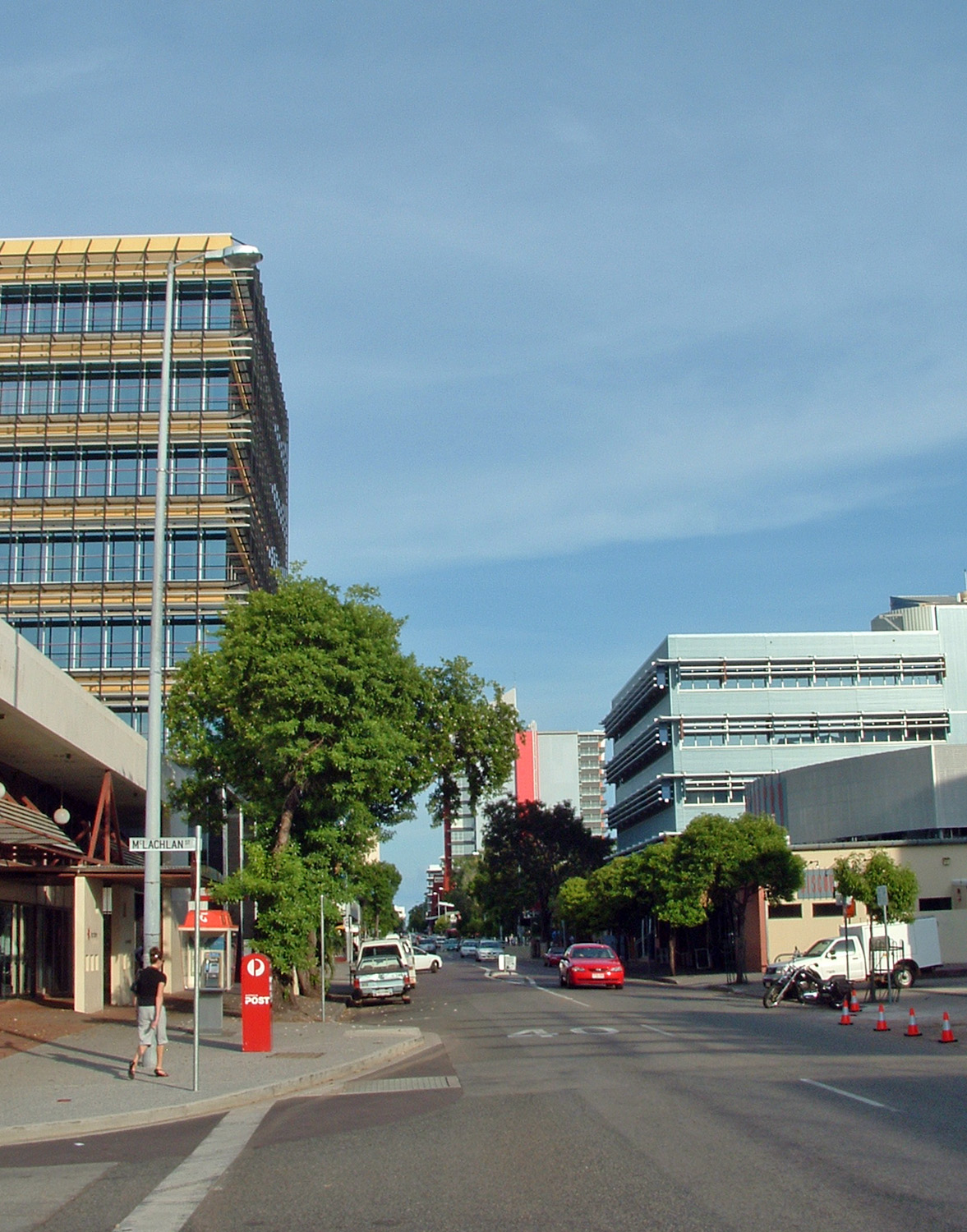
Митчелл-стрит

Дарвин находится на берегу Тиморского моря. Город построен на низком отвесном берегу, напротив Дарвинской бухты, обрамлён заливами Френсис (на востоке) и Куллен (на западе). Большая часть города — низменная и плоская. Вдоль побережья раскинулись пляжи. Дарвин расположен в 3137 км от Канберры, 656 км от Дили, 1818 км от Порт-Морсби и 2700 км от Джакарты. В 171 км к юго-востоку от города находится национальный парк Какаду.
Климат Дарвина по классификации Алисова субэкваториальный, с чётко выделенными сухим и влажным сезонами. Сухой сезон продолжается с апреля (мая) по октябрь, в это время отмечается тёплая солнечная погода, средняя дневная влажность составляет лишь около 30 %. Дожди в данный сезон крайне редки. Самые холодные месяцы — июнь и июль, температуры могут опускаться до 14°С, и очень редко — немногим ниже. Морозы не отмечались никогда. Сезон дождей характеризуется муссонами и тропическими циклонами. Большая часть осадков выпадает в период с декабря по март. Во время сезона дождей осадки выпадают не каждый день, отмечается тёплая или жаркая погода. Самый жаркий месяц в году — ноябрь. Средняя годовая норма осадков составляет 1254 мм.
Самое большое количество осадков, когда-либо выпавшее в течение одних суток было зафиксировано местным метеорологическим бюро 16 февраля 2011 года и составило 367,6 мм. Февраль 2011 года был также и самым влажным месяцем, общее месячное количество осадков составило тогда 1110,2 мм.
| Показатель                                | Янв.  | Фев.  | Март  | Апр.  | Май  | Июнь | Июль | Авг. | Сен. | Окт. | Нояб. | Дек.  | Год    |
| ----------------------------------------- | ----- | ----- | ----- | ----- | ---- | ---- | ---- | ---- | ---- | ---- | ----- | ----- | ------ |
| Абсолютный максимум, °C                   | 37,7  | 38,3  | 37,8  | 38,3  | 37,4 | 37,0 | 36,7 | 37,1 | 38,3 | 40,4 | 38,8  | 38,8  | 40,4   |
| Средний суточный максимум, °C             | 32,4  | 32,2  | 32,7  | 33,5  | 32,6 | 31,2 | 30,6 | 31,7 | 33,0 | 34,1 | 34,2  | 33,6  | 32,6   |
| Средняя температура, °C                   | 28,9  | 28,6  | 28,7  | 28,5  | 26,6 | 24,6 | 23,8 | 25,5 | 28,0 | 29,8 | 30,2  | 29,8  | 27,8   |
| Средний суточный минимум, °C              | 25,2  | 25,0  | 24,9  | 24,4  | 22,6 | 20,8 | 19,7 | 20,9 | 23,3 | 25,1 | 25,5  | 25,6  | 23,6   |
| Абсолютный минимум, °C                    | 20,2  | 20,5  | 20,0  | 18,9  | 15,7 | 13,4 | 13,7 | 14,7 | 17,2 | 20,4 | 16,7  | 20,8  | 13,4   |
| Норма осадков, мм                         | 393,2 | 329,7 | 257,0 | 102,6 | 14,3 | 3,0  | 1,3  | 1,6  | 12,8 | 51,6 | 124,0 | 241,8 | 1537,9 |
| Источник: Австралийское бюро метеорологии |       |       |       |       |      |      |      |      |      |      |       |       |        |

## Население
По данным на 2016 год население Дарвина составляет 145 916 человек. Особенно сильный рост населения был отмечен в годы после Второй мировой войны. Как и другие города Австралии, в 1960-70-е годы Дарвин подвергся волне миграции из Европы, главным образом итальянцев и греков, а также в некотором роде и представителей других национальностей. Сегодня наиболее значителен поток мигрантов из стран юго-восточной Азии. Значительную часть населения составляют также австралийские аборигены (8,7 % по данным переписи 2016 года).
38,3 % населения Дарвина родились за пределами Австралии (в том числе Филиппины — 4,8 %, Англия — 3,1 %, Новая Зеландия — 2,1 %, Индия — 2 %). Население по происхождению: английское — 32,7 %, ирландское — 11,1 %, шотландское — 8,8 %, немецкое — 5 %, филиппинское — 4,8 %, китайское — 4,5 %, греческое — 3,2 %, индийское — 2,8 %, итальянское −2,6 %
Средний возраст населения составляет 33 года, что меньше среднего по стране показателя 35 лет. Наиболее распространённые языки населения после английского включают греческий, итальянский, индонезийский, вьетнамский и кантонский.

## Экономика
Две основные статьи экономики города включают горнодобывающую промышленность и туризм. Наиболее важные полезные ископаемые включают золото, цинк, бокситы, марганец и другие. На шельфе имеются месторождения нефти и газа, кроме того, вблизи города добывают уран. В туризме заняты 8 % населения Дарвина и, вероятно, эта отрасль экономики будет продолжать расти. Стоит отметить также присутствие в Дарвине значительного военного контингента, которое также является важным источником занятости.
Значение Дарвина как порта, вероятно, будет расти с увеличением добычи нефти в Тиморском море, установлением железнодорожного сообщения и увеличением объёмов торговли со странами Азии.

## Транспорт

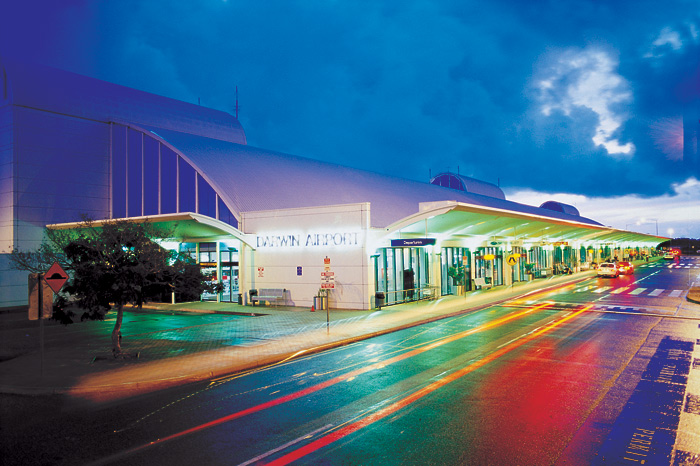
Аэропорт Дарвина ночью

Международный аэропорт Дарвина расположен в 13 километрах от города, занимает десятое место в списке самых загруженных аэропортов Австралии. Взлётно-посадочные полосы порта совместно используются гражданской авиацией и Королевскими военно-воздушными силами Австралии (RAAF).
Железнодорожная ветка Алис-Спрингс — Дарвин была завершена в 2003 году, соединив город с Аделаидой. Движение поездов началось с 2004 года. Поезд Ган, следующий из Аделаиды в Дарвин, имеет рейсы 2 или 3 раза в неделю в зависимости от сезона. Дарвин не имеет пригородного железнодорожного сообщения. Шоссе Стюарт соединяет Дарвин с городом Порт-Огаста, пересекая весь континент с севера на юг и имея протяжённость 2834 км.

## Города-побратимы
- Калимнос, Греция
- Хайкоу, Китай
- Дили, Восточный Тимор
- Гонолулу, Гавайи, США
- Анкоридж, Аляска, США
- Амбон, Индонезия